# Chionaema coccinea
Chionaema coccinea är en fjärilsart som beskrevs av Moore 1878. Chionaema coccinea ingår i släktet Chionaema och familjen björnspinnare. Inga underarter finns listade i Catalogue of Life.